# Santuário Nossa Senhora da Piedade (Coronel Fabriciano)
O Santuário Nossa Senhora da Piedade é um santuário religioso católico localizado no município brasileiro de Coronel Fabriciano, no interior do estado de Minas Gerais. Sua construção foi realizada pela Paróquia Santo Antônio sob comando dos padres Xaverianos Romeo, Sandro e Camilo, sendo consagrado e inaugurado como santuário diocesano pelo então bispo da Diocese de Itabira-Fabriciano Dom Lélis Lara em 18 de outubro de 1998.
Está situado no alto de um morro do perímetro rural do bairro Córrego Alto, cuja localização resulta em um ambiente silencioso e propício a orações. A edificação principal da igreja, que apresenta traços contemporâneos, destaca-se com duas torres laterais no frontispício e varandas que acompanham o exterior da nave. O piso interno é revestido por granito. Em 2011, deixou de pertencer à Paróquia Santo Antônio e passou a se localizar em território da Paróquia São Francisco Xavier, após a emancipação desta.

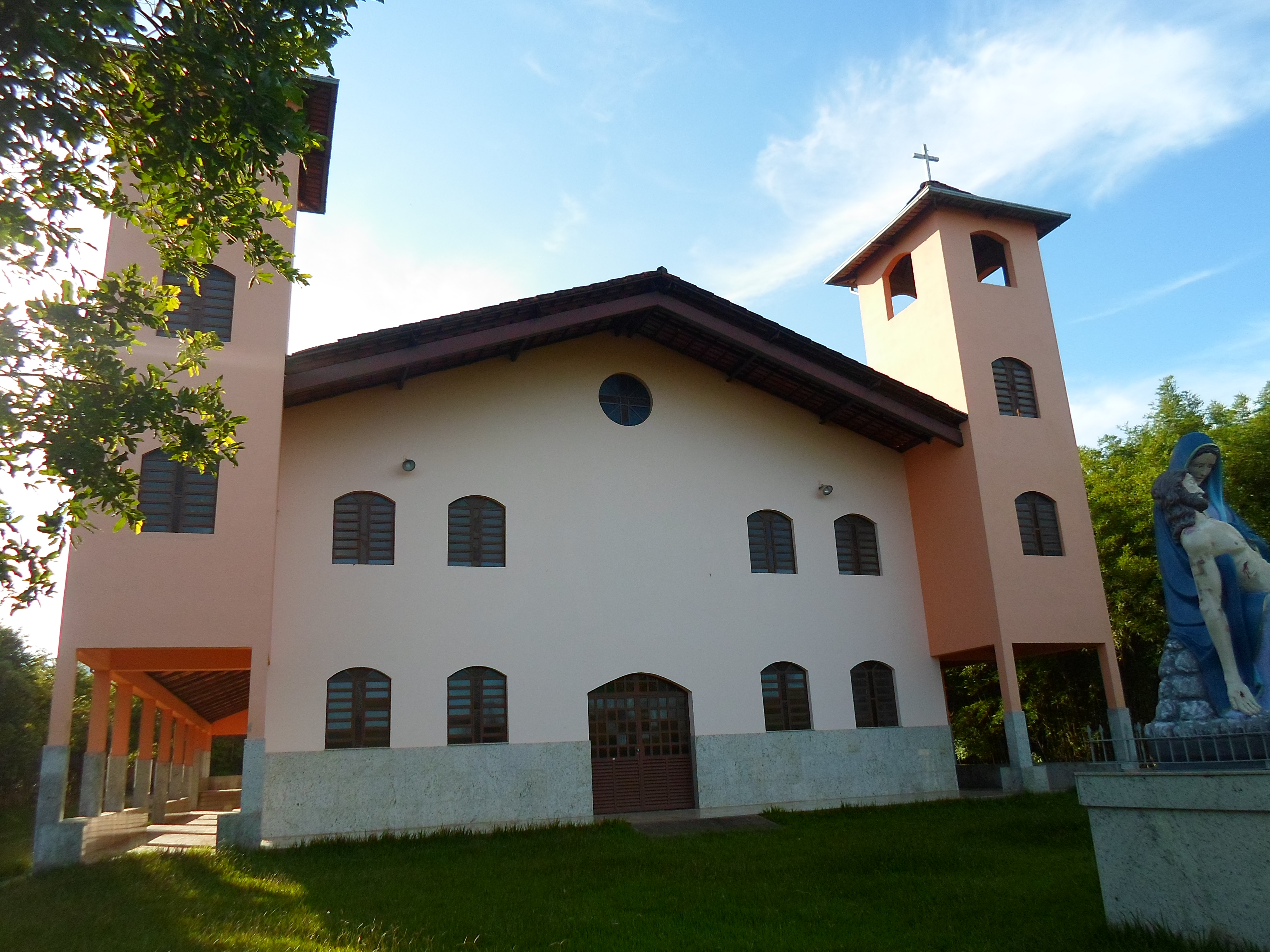
Fachada da Igreja Nossa Senhora da Piedade
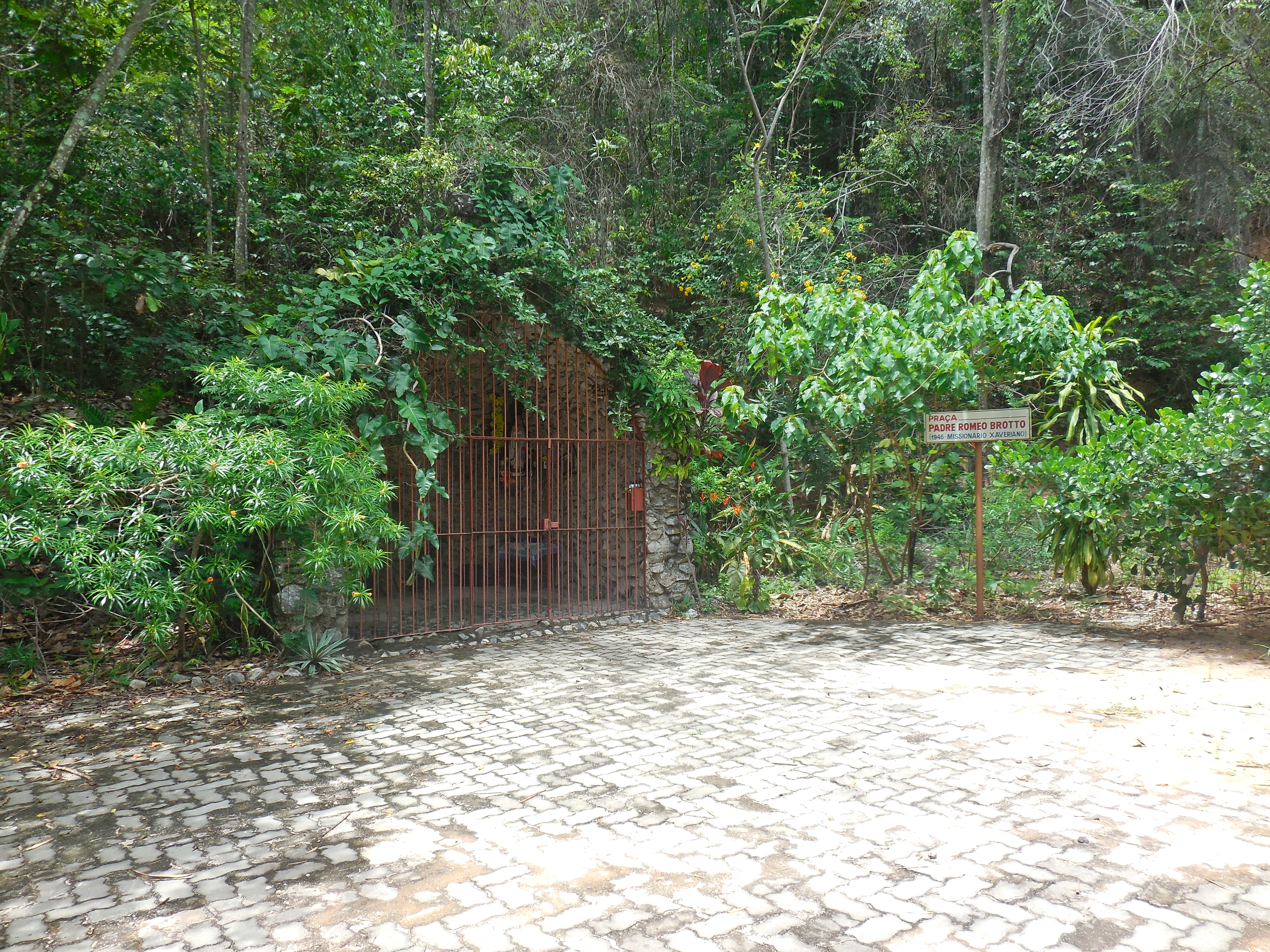
Gruta do santuário
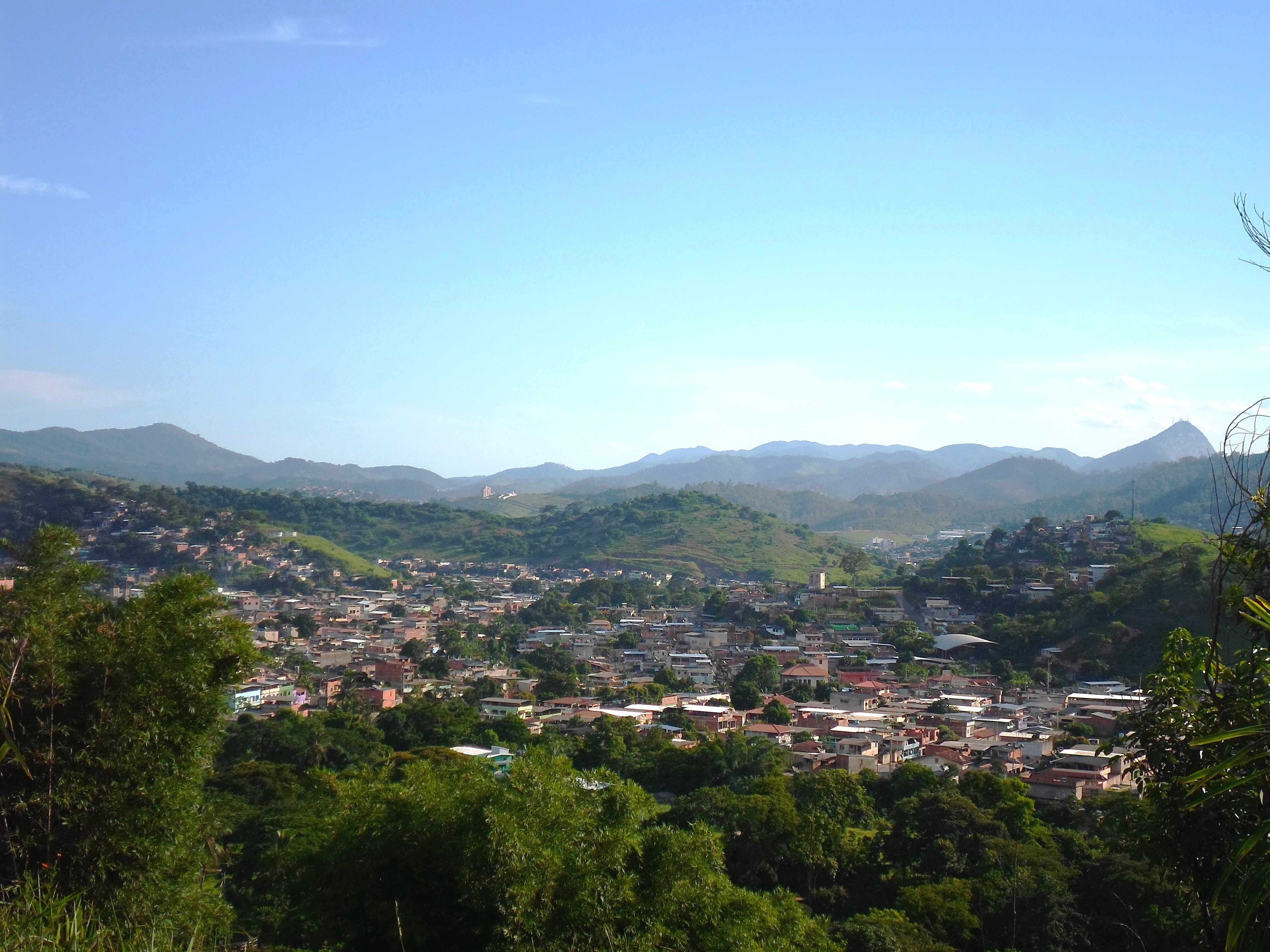
Vista parcial de Coronel Fabriciano a partir do santuário